# Segling vid olympiska sommarspelen 1992
De olympiska tävlingarna i segling 1992 avgjordes mellan den 27 juli och 4 augusti. Totalt deltog 441 tävlande, 357 män och 84 kvinnor, från 68 länder i tävlingarna. Seglingstävlingarna arrangerades vid Puerto Olímpico utanför Barcelonas kust. Hamnen byggdes för OS och mycket arbete lades ner på att göra tävlingarna mer tillgängliga för publiken, anläggningen låg på gångavstånd från OS-byn och det fanns möjlighet att se tävlingarna från hamnens plattformar och vågbrytare.

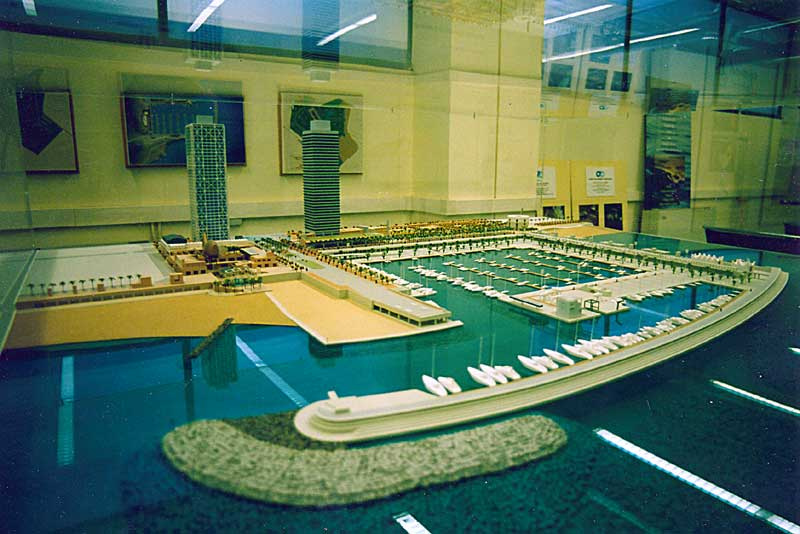
Modell av Puerto Olímpico.

## Båtklasser
Det tävlades i tio klasser, tre för män, tre för kvinnor och fyra mixade klasser. Antalet tävlingar ökade från åtta klasser vid föregående spel då även damerna fick tävla i vindsurfing och Europajollen infördes som damernas motsvarighet till Finnjollen.

Europajolle - Lechner - Finnjolle - 470 - Flying Dutchman - Tornado - Starbåt - Soling

## Medaljtabell
| Pl.   | Nation         | Guld | Silver | Brons | Totalt |
| ----- | -------------- | ---- | ------ | ----- | ------ |
| 1     | Spanien        | 4    | 1      | 0     | 5      |
| 2     | Frankrike      | 2    | 0      | 0     | 2      |
| 3     | USA            | 1    | 6      | 2     | 9      |
| 4     | Nya Zeeland    | 1    | 2      | 1     | 4      |
| 5     | Danmark        | 1    | 0      | 1     | 2      |
| 6     | Norge          | 1    | 0      | 0     | 1      |
| 7     | Kina           | 0    | 1      | 0     | 1      |
| 8     | Australien     | 0    | 0      | 2     | 2      |
| 9     | Estland        | 0    | 0      | 1     | 1      |
| 9     | Kanada         | 0    | 0      | 1     | 1      |
| 9     | Nederländerna  | 0    | 0      | 1     | 1      |
| 9     | Storbritannien | 0    | 0      | 1     | 1      |
| Total | Total          | 10   | 10     | 10    | 30     |

## Medaljfördelning

### Damer
| Gren                    | Guld                                     | Silver                             | Brons                              |
| Lechner Detaljer...     | Barbara Kendall (NZL)                    | Zhang Xiaodong (CHN)               | Dorien de Vries (NED)              |
| Europajolle Detaljer... | Linda Andersen (NOR)                     | Natalia Vía Dufresne (ESP)         | Julia Trotman (USA)                |
| 470 Detaljer...         | Theresa Zabell och Patricia Guerra (ESP) | Leslie Egnot och Jan Shearer (NZL) | J. J. Isler och Pamela Healy (USA) |

### Herrar
| Gren                  | Guld                                           | Silver                                | Brons                                 |
| Lechner Detaljer...   | Franck David (FRA)                             | Mike Gebhardt (USA)                   | Lars Kleppich (AUS)                   |
| Finnjolle Detaljer... | José María van der Ploeg (ESP)                 | Brian Ledbetter (USA)                 | Craig Monk (NZL)                      |
| 470 Detaljer...       | Francisco Sánchez Luna och Jordi Calafat (ESP) | Morgan Reeser och Kevin Burnham (USA) | Tõnu Tõniste och Toomas Tõniste (EST) |

### Öppna klasser
| Gren                        | Guld                                        | Silver                                  | Brons                                              |
| Flying Dutchman Detaljer... | Luis Doreste och Domingo Manrique (ESP)     | Paul Foerster och Stephen Bourdow (USA) | Jørgen Bojsen-Møller och Jens Bojsen-Møller (DEN)  |
| Tornado Detaljer...         | Yves Loday och Nicolas Hénard (FRA)         | Randy Smyth och Keith Notary (USA)      | Mitch Booth och John Forbes (AUS)                  |
| Starbåt Detaljer...         | Mark Reynolds och Harold Haenel (USA)       | Rod Davis och Don Cowie (NZL)           | Ross MacDonald och Eric Jespersen (CAN)            |
| Soling Detaljer...          | Jesper Bank Steen Secher Jesper Seier (DEN) | Kevin Mahaney Jim Brady Doug Kern (USA) | Lawrie Smith Robert Cruikshank Ossie Stewart (GBR) |